# Anne Twomey
Anne Twomey (Boston, 7 juni 1951) is een Amerikaanse actrice.

## Biografie
Twomy begon met acteren in het theater, zij maakte in 1980 haar debuut op Broadway met het toneelstuk Nuts als Claudia Faith Draper, hierna speelde zij nog tweemaal op Broadway. In 1981 in het toneelstuk To Grandmother's House We Go als Beatrice en in 1989 in het toneelstuk Orpheus Descending als Carol Cultere.
Twomey begon in 1982 met acteren voor televisie in de televisieserie Shannon. Hierna heeft zij nog meerdere rollen gespeeld in televisieseries en films zoals Deadly Friend (1986), L.A. Law (1993) en Third Watch (2000-2001).

## Filmografie

### Films
- 1999 The Confession – als rechter Judy Crossland
- 1998 Rear Window – als Leila
- 1997 Picture Perfect – als Sela
- 1994 The Scout – als Jennifer
- 1992 The Secret – als D. Meyers
- 1991 Bump in the Night – als Sarah
- 1990 Orpheus Descending – als Carol Cultere
- 1989 Day One – als Kitty Oppenheimer
- 1988 Last Rites – als Zena
- 1987 Home – als Maggie Costigan
- 1986 Deadly Friend – als Jeannie Conway
- 1986 The Imagemaker – als Molly Grainger
- 1985 Behind Enemy Lines – als Helen Isaacs
- 1985 No Complaints! – als Joanna Newman

### Televisieseries
Uitgezonderd eenmalige gastrollen.
- 2000 – 2001 Third Watch – als Catherine Zambrano – 7 afl.
- 1992 – 1993 Seinfeld – als Rita – 2 afl.
- 1993 L.A. Law – als Linda Salerno – 5 afl.

- Bibliothèque nationale de France: cb14015254m (data)
- International Standard Name Identifier: 0000 0000 1081 9790
- Library of Congress Control Number: no2001087146
- Nationale Bibliotheek van Tsjechië: xx0181716
- Nederlandse Thesaurus van Auteursnamen: 074054570
- Virtual International Authority File: 5130127
- WorldCat: E39PBJwdjkK7CGQKGqpDkHdG73